# Біблос
 Біблос (повна назва «Біблос: Журнал української бібліографії») — бібліографічний ілюстрований часопис.
Видавався в США протягом 1954–1978 років, усього 167 чисел. Виходив за редакцією Миколи Сидора-Чарторийського. У журналі «Біблос» розміщувалися переліки нових видань книг українських еміграційних видавництв із різних галузей українознавства. Друкувалися рецензії на різноманітні видання. Вміщувалися також окремі статті з історії Церкви в Україні (зокрема про Львівські синоди 1891 і 1897 років Української греко-католицької церкви), джерелознавства історії України, історії українського друкарства. Подавалася також хроніка культурного, наукового і громадського життя української діаспори в США.